# 高尚蝇狮
高尚蝇狮（学名：Marpissa nobilis）为跳蛛科蝇狮属的动物。在中国大陆，分布于湖北等地。